# Півострів Муравйова-Амурського
Півострів Муравйова-Амурського (рос. Полуостров Муравьёва-Амурского) — півострів на Далекому Сході Росії, в затоці Петра Великого (Японське море).
Названий на честь Миколи Миколайовича Муравйова-Амурського.
На півострові розташована континентальна частина Владивостока.

## Географія
Півострів омивається на заході Амурською затокою, на сході Уссурійською затокою.
Протока Босфор Східний відокремлює півострів від острова Руського.